# حزب فهود جامو وكشمير الوطنية
حزب فهود جامو وكشمير الوطنية هو حزب سياسي في ولاية جامو وكشمير في الهند. أسس الحزب في 23 مارس 1982 من قبل بهيم سينغ وجاي مالا، الرئيس السابق لمؤتمر الطلاب الهنود.
في عام 1996 طالب الحزب ملحوظًا المحكمة العليا ولجنة الانتخابات لإعادة العملية الديمقراطية إلى جامو وكشمير، وعندها أجريت الانتخابات مرة أخرى في الولاية بعد توقف دام تسع سنوات.
شكل الحزب جزءًا من الحكومة الائتلافية لجامو وكشمير جنبًا إلى جنب مع المؤتمر الوطني الهندي وحزب شعب جامو وكشمير الديمقراطي بعد انتخابات جامو وكشمير عام 2002، وفاز بجميع المقاعد في منطقة أودهامبور.
الحزب من أنصار القيم العلمانية في جامو وكشمير، ويصف نفسه بأنه مدافع عن حقوق المرأة، ويعمل الجناح النسائي لحزب الفهود على حماية النساء من العنف المنزلي في جامو وكشمير وضد إجهاض الإناث في الهند.
في عام 2017 وصفت قناة الجزيرة ووكالة الأناضول للأنباء الحزب باعتباره حزب يميني قومي هندوسي، لقيامه بحملة تدعو إلى طرد اللاجئين المسلمين من جامو. وقال زعيم الحزب أن لاجئي الروهينغيا يشكلون خطرًا أمنيًا على كل من المسلمين والهندوس في جامو.
في عام 2017 نجل بهيم سينغ وجاي مالا ترشحه لرئاسة وزراء الهند للانتخابات العامة الهندية لعام 2019. وأصبح زعيم الحزب في 28 مايو 2017.